# Lê Lợi

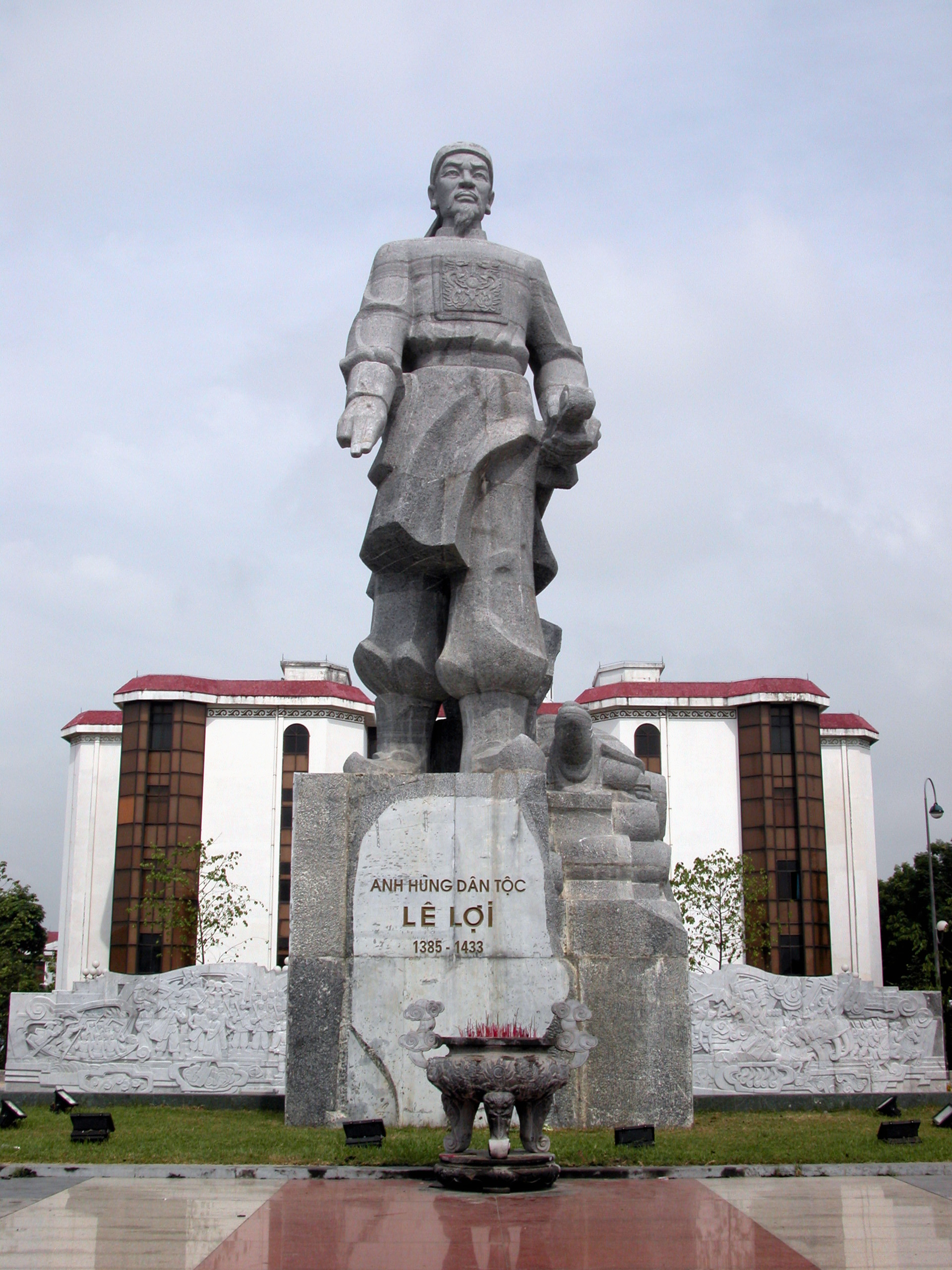
Statue Le Lois in der Provinzhauptstadt der Provinz Thanh Hoa in Vietnam, 2006

Lê Lợi (Hán Tự: 黎利;* 1385; † 1433; Tempelname Lê Thái Tổ, 黎太祖) war der erste Monarch der Lê-Dynastie (家後黎) und Kaiser von Vietnam von 1428 bis 1433. Er gilt in Vietnam als Vorkämpfer der Unabhängigkeit von der Herrschaft der chinesischen Ming-Dynastie.

## Herkunft und frühe Lebensjahre
Le Loi war Sprössling einer Familie von Landbesitzern aus der heutigen Provinz Thanh Hoa. Über die ethnische Herkunft gibt es widersprüchliche Angaben. Es wird vermutet, dass er aus der Volksgruppe der Muong oder der Trai stammte. Er absolvierte die Prüfungen zum Mandarin und trat in den Dienst der Ho-Dynastie, welche 1407 von dem benachbarten chinesischen Kaiserreich unter den Ming gestürzt wurde. Nach der Eroberung durch die Ming kehrte Le Loi in seinen Heimatort zurück und unterstützte die Wiedererrichtung der Tran-Dynastie. Nachdem deren Proponent Tran Quy Khoang 1413 von den Ming besiegt wurde, machte Le Loi seinen Frieden mit den Ming.

## Rebellion gegen die Ming-Dynastie
1418 nach einem Streit mit einem konkurrierenden Adeligen, der ihn weiterhin der Rebellion bezichtigte, setzte sich Le Loi in die Berge seiner Heimatregion ab und begann eine Guerillakampagne gegen die Herrschaft der Ming-Dynastie. Im Jahr darauf eroberte er die Befestigung seines Konkurrenten. 1422 wurde er jedoch von Truppen der Ming und der mit ihnen verbündeten Lao geschlagen. Le Loi wurde von den Ming gegen die Zahlung einer Kompensation in Gold wieder als Vasall anerkannt.
1424 verstarb der Ming-Kaiser Yongle. Seine Nachfolger verfolgten eine Politik der Konsolidierung des Reiches und nahmen infolgedessen ihr Engagement in Vietnam zurück. Im Todesjahr von Jongle begann Le Loi erneut eine militärische Rebellion gegen die Ming und versuchte die Ming aus der Roten-Fluss-Ebene zu verdrängen. Kaiser Xuande formulierte 1425 das Ziel, das als Provinz regierte Vietnam wieder in den Vasallenstatus unter Herrschaft der Tran zu überführen. Le Loi übernahm nach mehreren militärischen Siegen und der Eroberung von Đông Quan (東關) (Umbenennung in Dong Kinh (東京)), 1428 die Herrschaft als Monarch über Vietnam. Le Loi orientierte seine Kriegsführung an chinesischen Vorbildern inklusive der Übernahme ihrer Organisationsformen und Schießpulverwaffen.

## Monarch und Dynastiegründer

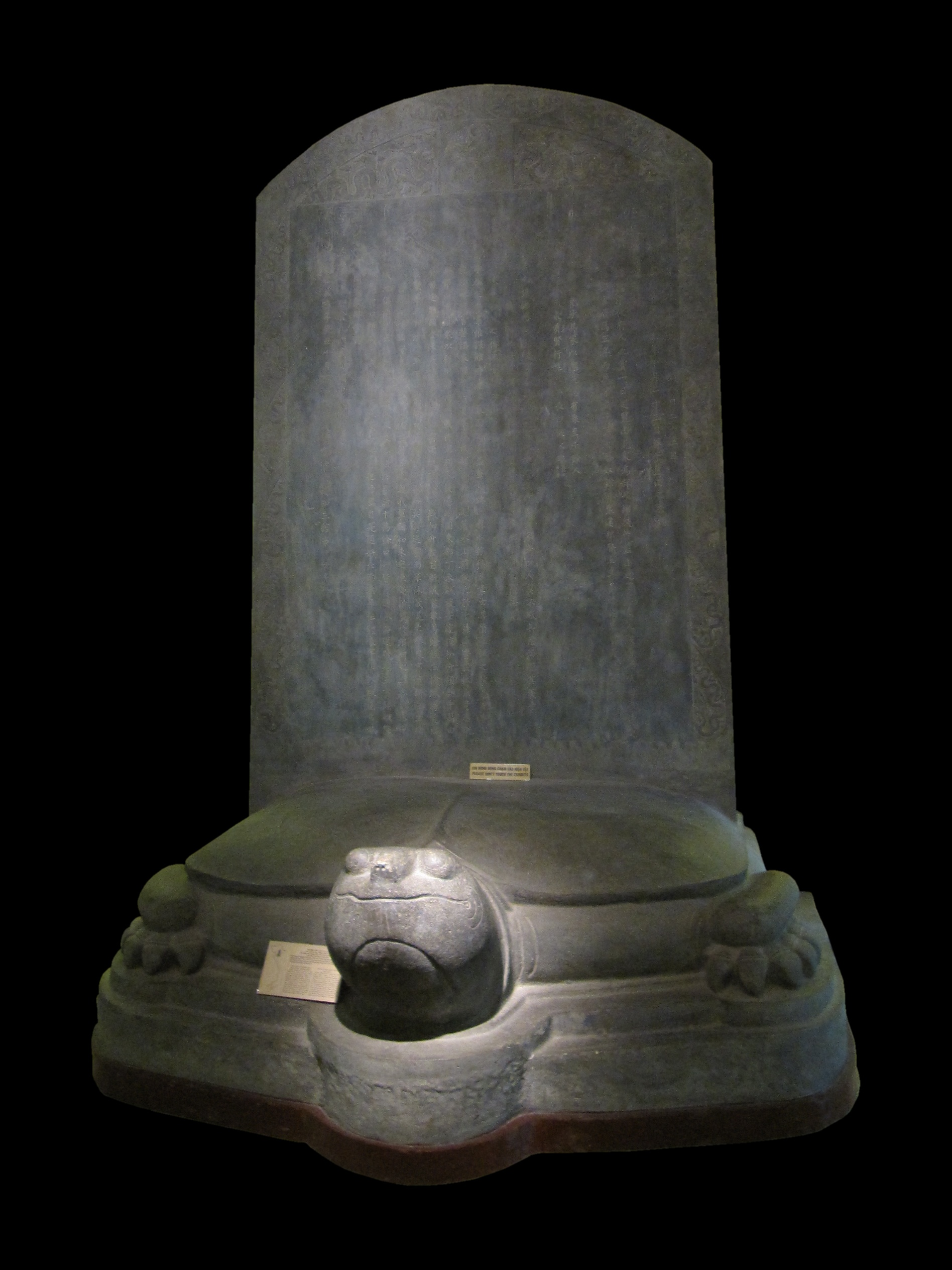
Steinerne Stele mit einer biografischen Inschrift über Le Loi, 15. Jahrhundert, heute Exponat im vietnamesischen Nationalmuseum

Le Loi rief sich selbst zum Kaiser aus. Im Jahr seiner Thronbesteigung führte er eine eigene Münzprägung ein. 1429 demobilisierte er den Großteil einer Armee, um Arbeitskräfte für die Landwirtschaft freizusetzen. Er führte die Politik der Vorgängerdynastien und auch der Ming fort, welche den Staat in Vietnam nach konfuzianischem Vorbild strukturierten. Ziele waren die Organisation der Dörfer als selbstverwaltende Einheiten mit genug Landzuteilung pro Familie, um steuerzahlende, ökonomische selbstständige Bauern zu generieren. Dies ging zu Lasten der adligen Großgrundbesitzer, wie auch des Landbesitzes buddhistischer Tempel. Einer der führenden Köpfe seines Hofes war der Gelehrte Nguyễn Trãi, welcher der Zivilverwaltung des Reiches vorstand und nicht mit den Ming kollaboriert hatte.
Le Loi stellte aber in diplomatischen Verhandlungen wieder ein gutes Verhältnis mit den Ming her, welche ihn 1431 als Monarch von Vietnam anerkannten. Sein Sohn und eigentlicher Thronfolger Lê Tư Tề wurde aufgrund mangelnder charakterlicher Eignung von der Nachfolge ausgeschlossen und nach seinem Tod zum Gemeinen degradiert. Als Nachfolger bestimmte er seinen Sohn Lê Thái Tông, der zum Zeitpunkt seines Todes zehn Jahre alt war.
In der vietnamesischen Historiographie gilt Le Loi als Vorkämpfer für die Unabhängigkeit des Landes von der chinesischen Fremdherrschaft. Der Historiker Keith Weller Taylor sieht das politische Vermächtnis Le Lois in der Bildung einer politischen Allianz zwischen den Kinh der Ebene des Roten Flusses und den nicht-Kinh-Volksgruppen seiner südlichen Heimat in Konkurrenz zur Herrschaft des chinesischen Kaiserreichs.

## Legendenbildung
Le Loi ist das Subjekt zahlreicher populärer Volkssagen in Vietnam. Eine davon ist, dass er durch die Gunst des Himmels in den Besitz eines magischen Schwertes gelangt sei, um Vietnam gegen die Chinesen zu einen. Nach seiner Thronbesteigung habe er das magische Schwert in den Hoan-Kiem-See zurückgebracht und an einen Geist in Schildkrötenform (die „goldene Schildkröte“ Kim Quy) zurückgegeben. Der See ist heute eine Landmarke in Hanoi.